# Ilha de Santa Cruz (Califórnia)

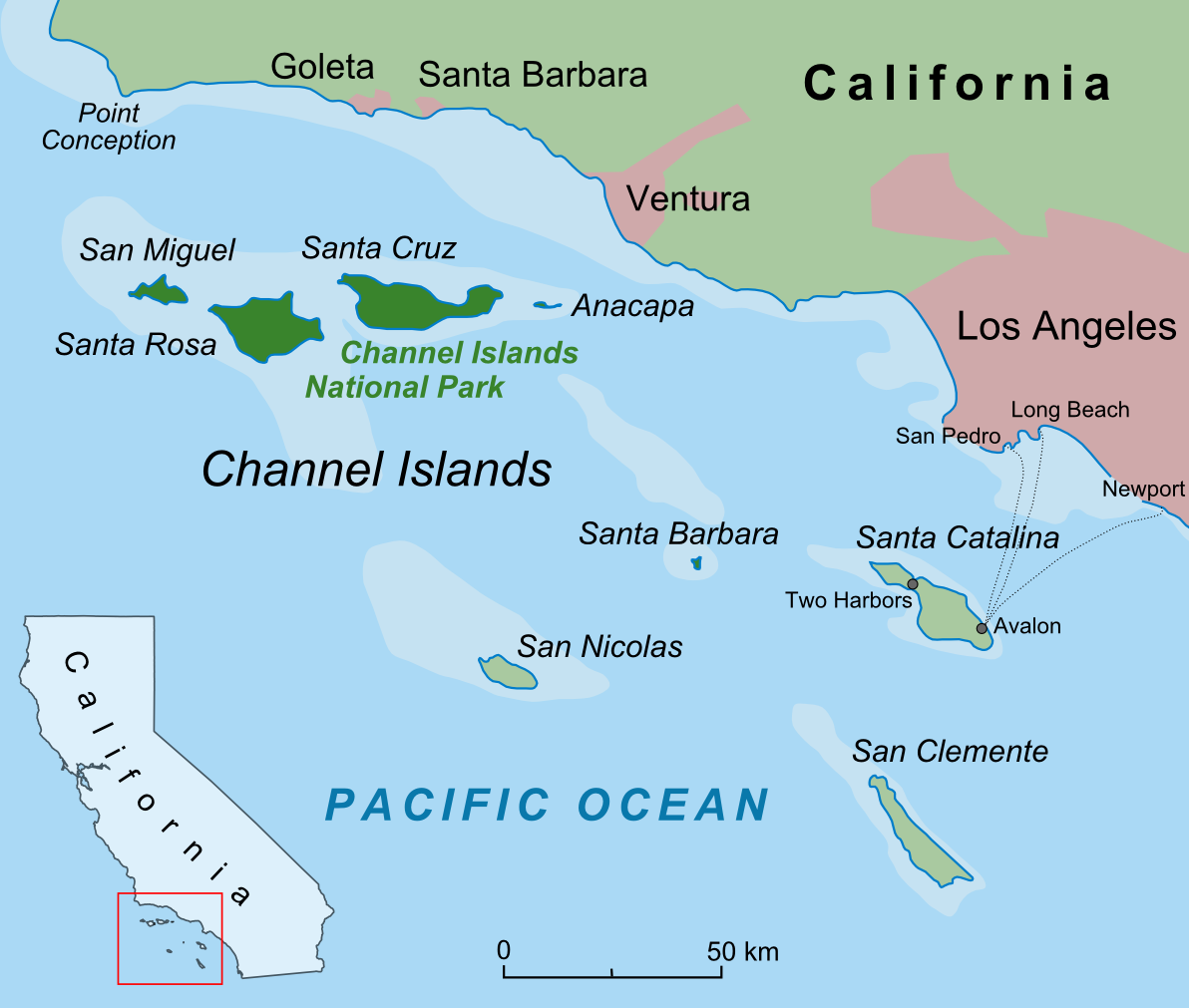
Mapa das ilhas do Canal

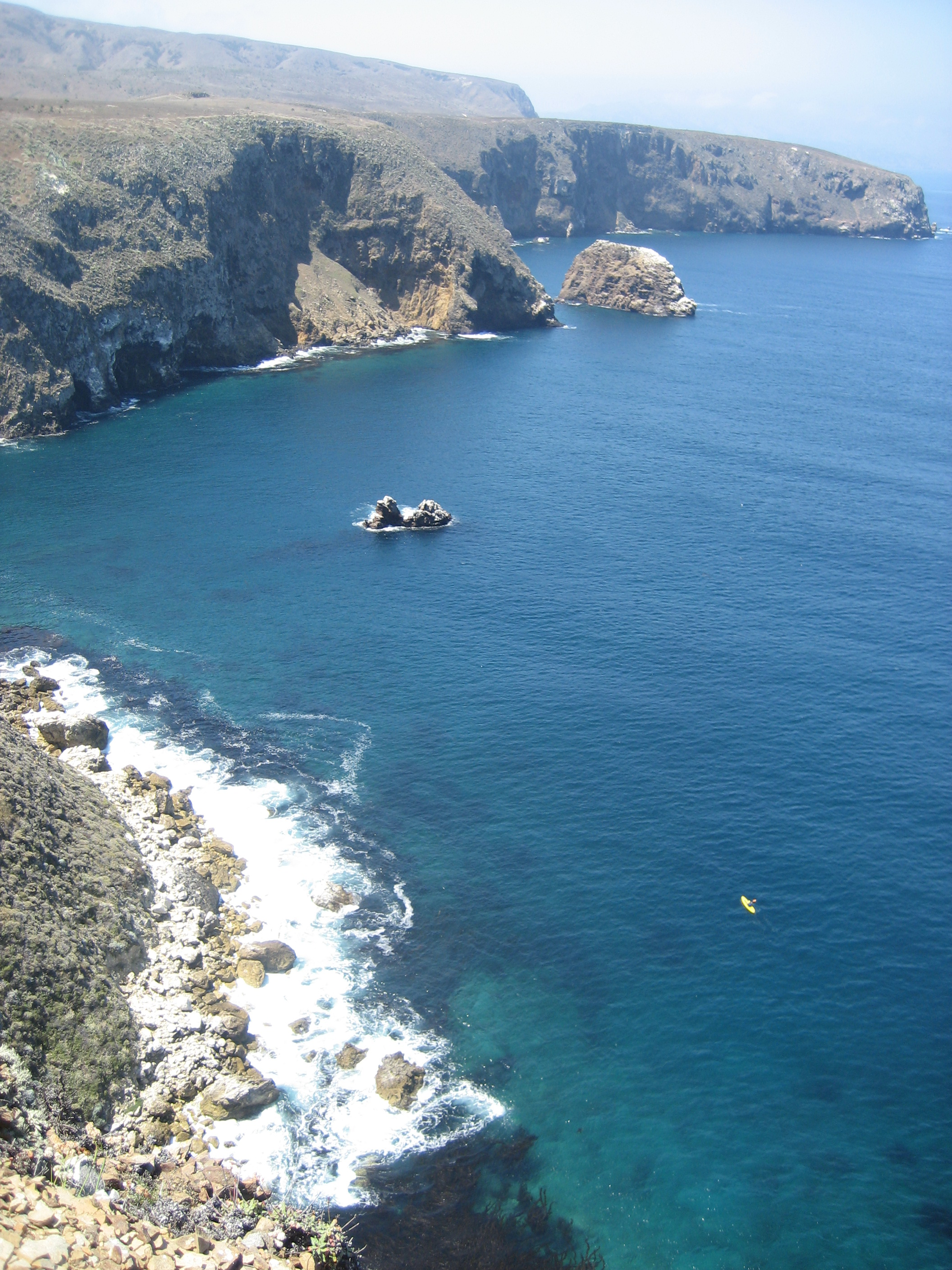
Costa norte da ilha de Santa Cruz.

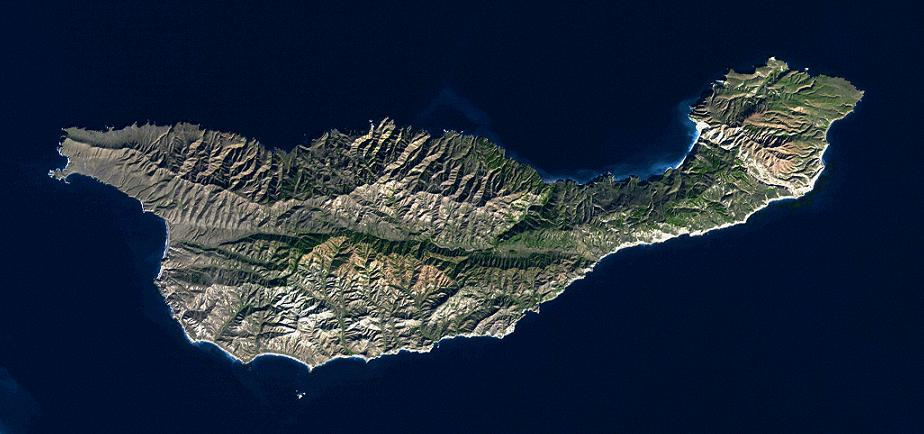
Imagem de satélite da ilha de Santa Cruz.

A ilha de Santa Cruz é uma ilha localizada na costa do Estado americano da Califórnia, nas Ilhas do Canal da Califórnia. Tem 35 km de comprimento por 3,2 a 9,7 de largura, sendo assim a maior ilha do seu arquipélago. A sua costa é formada por penhascos íngremes, grandes cavernas marinhas e praias. Seu ponto mais alto é Devils Peak com 747 m de altitude.
É muito usada para a prática de mergulho e tendo acesso por barcos que saem do porto de Santa Barbara, Califórnia.